# Danny Hart
Danny Hart (ur. 20 września 1991 w Redcar) – brytyjski kolarz górski, trzykrotny medalista mistrzostw świata.

## Kariera
Swój pierwszy wielki sukces w karierze Danny Hart osiągnął w 2011 roku kiedy zwyciężył w downhillu podczas mistrzostw świata w Champéry. W zawodach tych bezpośrednio wyprzedził Francuza Damiena Spagnolo oraz Samuela Blenkinsopa z Nowej Zelandii. Wynik ten powtórzył na rozgrywanych pięć lat później mistrzostw świata w Val Di Sole.
W tej samej konkurencji w kategorii juniorów Hart zdobył brązowy medal na rozgrywanych w 2009 roku mistrzostwach świata w Rotorua. Kilkakrotnie stawał na podium zawodów Pucharu Świata w kolarstwie górskim, ale ani razu nie zwyciężył.
Od 2016 roku reprezentuje barwy MS Mondraker.